# Čečovice
Čečovice (německy Zetschowitz) jsou obec v okrese Plzeň-jih v Plzeňském kraji. Leží pět kilometrů severovýchodně od Staňkova a patnáct kilometrů severně od Domažlic. Žije v ní 101 obyvatel.

## Historie
První písemná zmínka o vesnici pochází z roku 1355.

## Přírodní poměry
Vesnicí protéká potok Chuchla.

## Obyvatelstvo
Podle sčítání lidu v roce 1930 žilo v Čečovicích 334 obyvatel (56 domů, 281 Němců, 51 Čechů, 2 příslušníci jiné národnosti). V roce 1987 žilo trvale ve vsi 67 obyvatel, v roce 2001 zde žilo 68 obyvatel ve 28 domech. V roce 2006 to bylo 76 osob, v roce 2012 pak 87.
| Rok            | 1869 | 1880 | 1890 | 1900 | 1910 | 1921 | 1930 | 1950 | 1961 | 1970 | 1980 | 1991 | 2001 | 2011 | 2021 |
| -------------- | ---- | ---- | ---- | ---- | ---- | ---- | ---- | ---- | ---- | ---- | ---- | ---- | ---- | ---- | ---- |
| Počet obyvatel | 305  | 328  | 250  | 304  | 332  | 362  | 334  | 135  | 112  | 119  | 67   | 79   | 68   | 88   | 95   |
| Počet domů     | 45   | 46   | 44   | 47   | 49   | 47   | 56   | 53   | 32   | 34   | 26   | 24   | 28   | 30   | 29   |

## Obecní správa
Mezi lety 1850–1960 byly Čečovice obcí v okrese Horšovský Týn (v letech 1850–1910 Horšův Týn) (1850–1930), posléze v okrese Stod (1950) a později v okrese Domažlice. V letech 1960–1984 patřily jako část obce k Bukovci. Od 1. října 1984 do 23. listopadu 1990 patřily jako část města k Holýšovu a od 24. listopadu 1990 jsou opět samostatnou obcí. Do konce roku 2020 spadaly Čečovice do okresu Domažlice, od začátku roku 2021 jsou součástí okresu Plzeň-jih.

### Obecní symboly
Znak a vlajka byly obci uděleny rozhodnutím předsedy Poslanecké sněmovny Parlamentu České republiky dne 24. listopadu 2014.

## Pamětihodnosti
Kostel svatého Mikuláše, postavený jako farní před koncem 14. století. V současnosti jde o filiální kostel farnosti Bukovec, spadající pod vikariát v Domažlicích. Jedná se o mimořádně zajímavou a významnou stavební památku, neboť jde o jeden z mála kompletně cihlových gotických kostelů v Čechách, navíc doplněnou velmi kvalitními, náročně provedenými kamenickými prvky. Ve vsi je také kaplička.
Ve vsi je ještě trojkřídlý barokní jednopatrový zámek, který stojí na místě původní gotické tvrze ze 14. století. Budova tvrze se částečně dochovala v hospodářském sídle zámku – sýpce. Zámek v minulosti vlastnily významné české šlechtické rody – páni z Bukovce, z Velhartic, Rožmberkové, Popelové z Lobkovic či Trautmansdorfové. Ve 20. století zámek spíše chátral a v roce 1990 vyhořel. V roce 2005 získal celý objekt novou střechu díky úsilí Klubu Ladislava Lábka v Plzni. Zámek je otevřen veřejnosti jen příležitostně při různých koncertech či při Dni otevřených dveří.

## Galerie

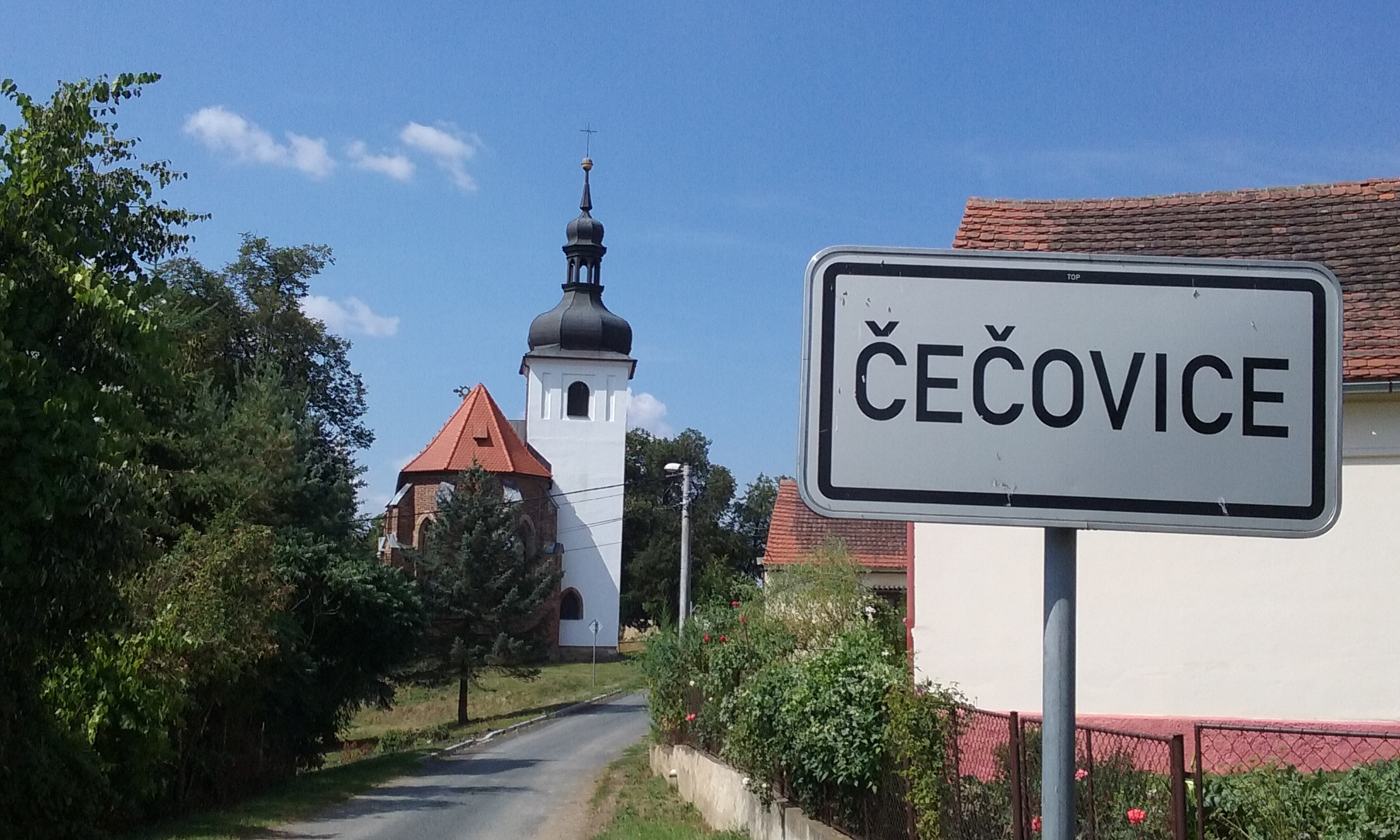
Pohled
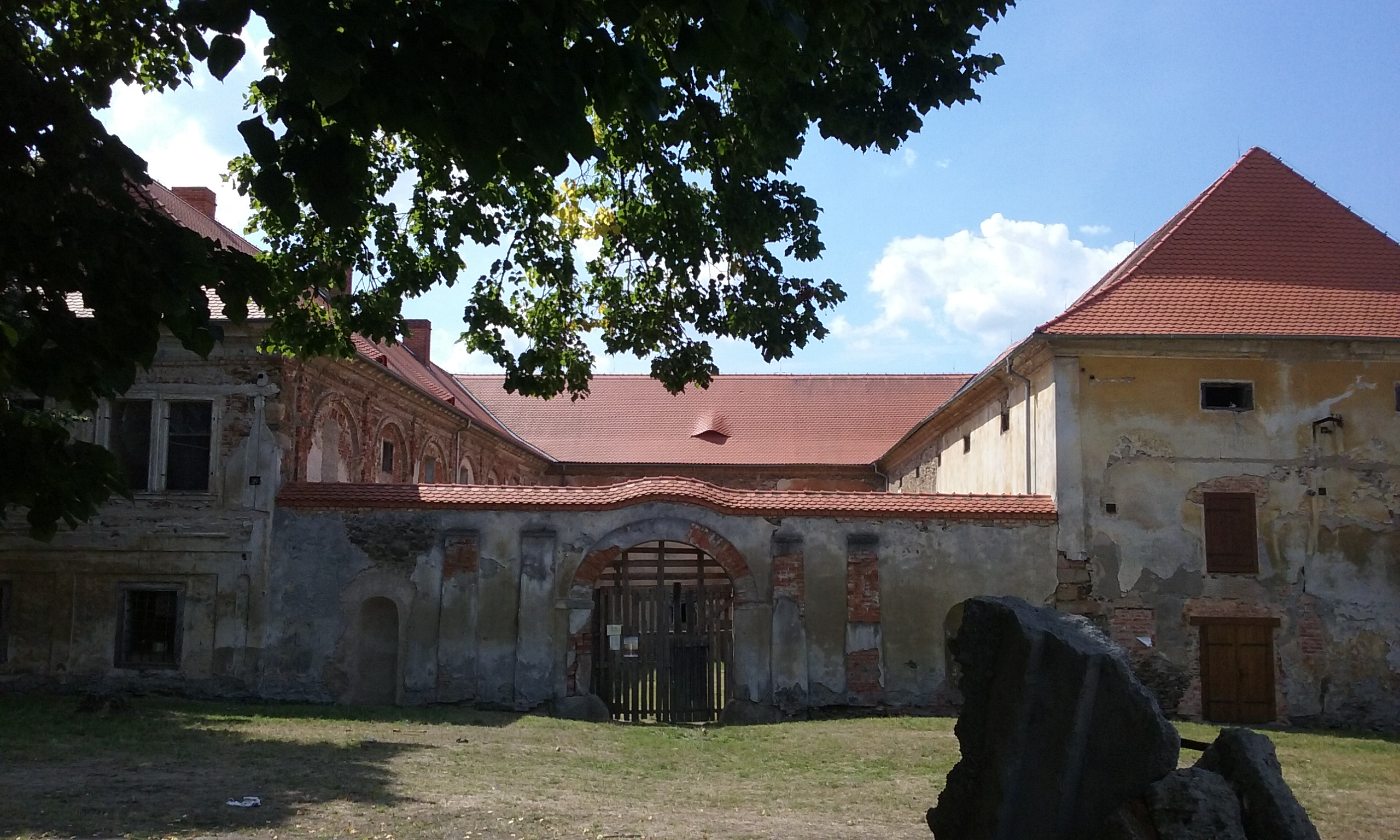
Statek
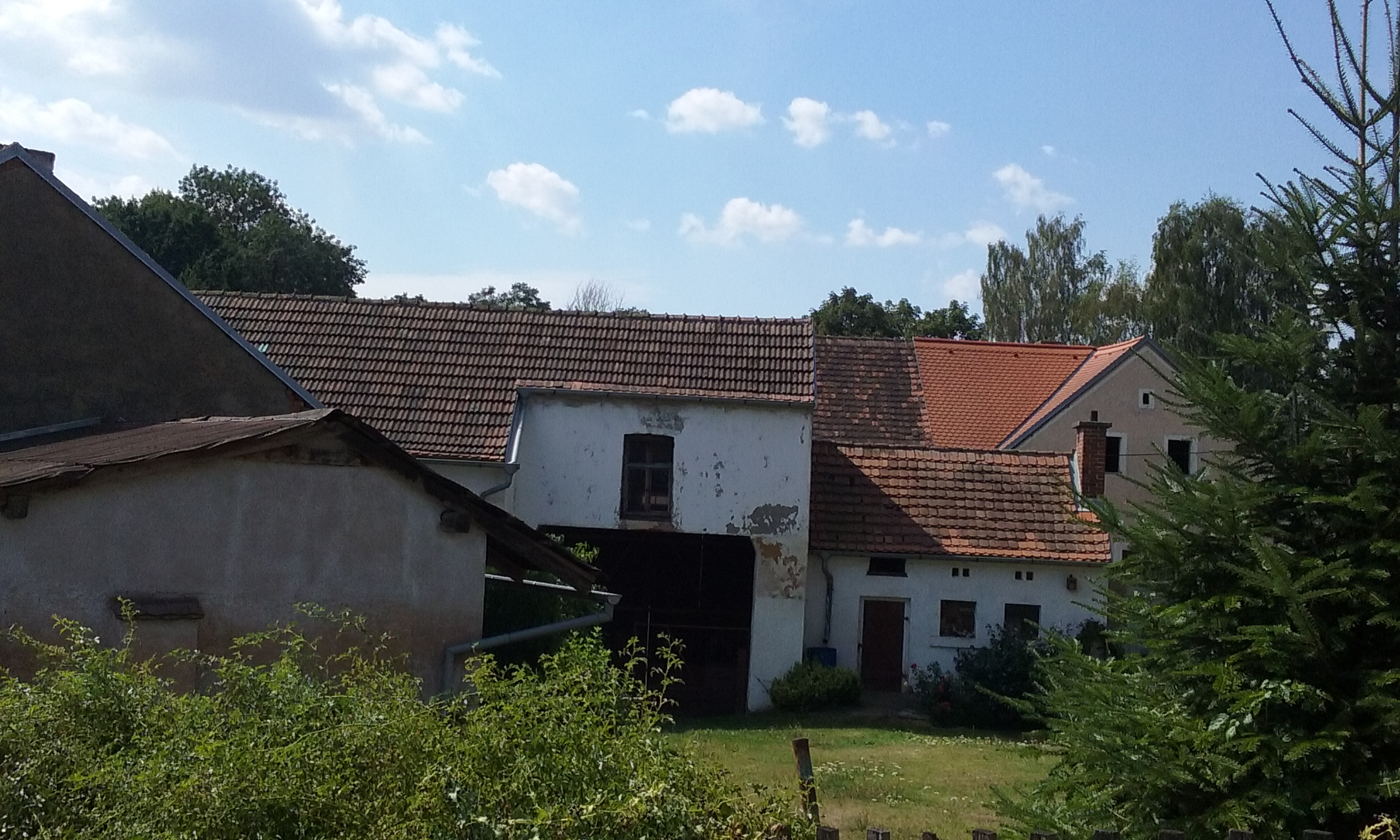
Chalupy